# Maja Włoszczowska
Maja Martyna Włoszczowska, née le 9 novembre 1983 à Varsovie, est une coureuse cycliste polonaise. Elle a été championne du monde de VTT marathon en 2003 et du cross-country en 2010 et médaillée d'argent du cross-country aux Jeux olympiques de 2008 et 2016.

## Carrière sportive
En 2009, elle participe à la Grande Boucle féminine internationale. Elle fait partie du groupe de quatre coureuses en tête lors de la dernière étape et passe la première les deux cols de la journée. Elle s'empare ainsi du maillot de la meilleure grimpeuse de l'épreuve,.
Parmi les favorites pour les jeux olympiques de Londres en 2012, elle ne participe pas à la course en raison d'une blessure au pied plusieurs semaines avant l'épreuve.

## Palmarès en VTT

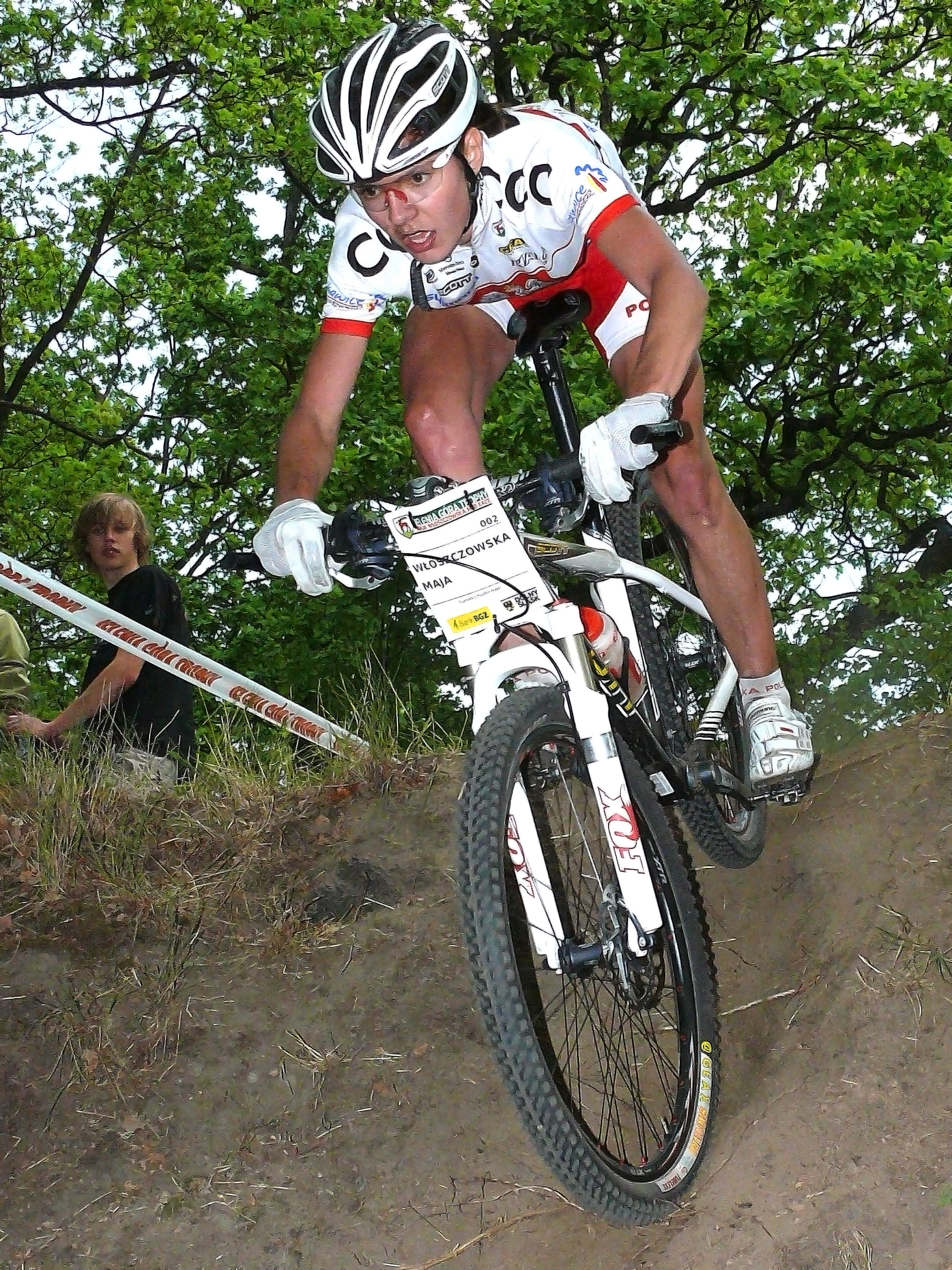
Maja Włoszczowska lors du Jelenia Góra Trophy 2009.

### Jeux olympiques
- Pékin 2008
  -  Médaillée d'argent du VTT cross-country
- Rio 2016
  -  Médaillée d'argent du VTT cross-country
- Tokyo 2020
  - 20e du cross-country

### Championnats du monde
- Cross-country
  -  Championne du monde en 2010
  -  Médaillée d'argent en 2004, 2005, 2011 et 2013
- Marathon
  -  Championne du monde en 2003
  -  Médaillée d'argent  en 2020 et 2021
  -  Médaillée de bronze en 2018

### Coupe du monde de cross-country
- 8e en 2003
- 11e en 2004
- 10e en 2005
- 10e en 2006
- 38e en 2007
- 28e en 2008 (vainqueur d'une manche)[4]
- 16e en 2009
- 14e en 2010 (vainqueur d'une manche)
- 6e en 2011
- 9e en 2012 (vainqueur d'une manche)
- 4e en 2013
- 5e en 2014
- 8e en 2015
- 12e en 2016
- 2e en 2017
- 6e en 2018 (vainqueur d'une manche)
- 54e en 2019
- pas de classement général en 2020
- 28e en 2021

### Championnats d'Europe
- 2004
  -  Médaillée d'argent du cross-country
- 2005
  -  Médaillée d'argent du cross-country
- 2009
  -  Championne d'Europe de cross-country
  -  Médaillée d'argent du cross-country marathon
- 2010
  -  Médaillée d'argent du cross-country
- 2011
  -  Médaillée d'argent du cross-country
- 2013
  -  Médaillée de bronze du cross-country
- 2014
  -  Médaillée de bronze du cross-country
- 2018
  -  Médaillée d'argent du cross-country marathon

### Jeux européens
- Bakou 2015
  -  Médaillée de bronze du cross-country

### Championnats de Pologne
- Championne de Pologne de cross-country (14) : 2004, 2007, 2008, 2009, 2010, 2011, 2013, 2014, 2015, 2016, 2017, 2018, 2019 et 2020
- Championne de Pologne de cross-country marathon (1) : 2005

## Palmarès sur route
- 2004
  - 2e de l'Eko Tour Dookola Polski
- 2005
  - 3e du championnat de Pologne sur route
- 2006
  -  Championne de Pologne sur route
  -  Championne de Pologne du contre-la-montre
- 2007
  -  Championne de Pologne sur route
- 2010
  - 2e du championnat de Pologne sur route
- 2011
  -  Championne de Pologne du contre-la-montre
  - 3e du championnat de Pologne sur route